# Grand Prix automobile de Chine 2007
GP précédent GP suivant
Le Grand Prix automobile de Chine 2007 (2007 Formula 1 Sinopec Chinese Grand Prix), disputé sur le circuit international de Shanghai, le 7 octobre 2007 est la 784e épreuve du championnat du monde de Formule 1 courue depuis 1950 et la seizième manche du championnat 2007.

## Essais libres

### Vendredi matin
| Pos. | Pilote          | Voiture          | Chrono         | Écart     |
| ---- | --------------- | ---------------- | -------------- | --------- |
| 1    | Kimi Räikkönen  | Ferrari          | 1 min 37 s 024 |           |
| 2    | Fernando Alonso | McLaren-Mercedes | 1 min 37 s 108 | + 0 s 084 |
| 3    | Felipe Massa    | Ferrari          | 1 min 37 s 128 | + 0 s 184 |
| 4    | Lewis Hamilton  | McLaren-Mercedes | 1 min 37 s 210 | + 0 s 186 |
| 5    | Nico Rosberg    | Williams-Toyota  | 1 min 37 s 707 | + 0 s 683 |
| 6    | Robert Kubica   | BMW Sauber       | 1 min 38 s 055 | + 1 s 031 |

- Note : Kazuki Nakajima, pilote essayeur chez Williams, a pris part à cette séance d'essais avec n°38.

### Vendredi après-midi
| Pos. | Pilote          | Voiture          | Chrono         | Écart     |
| ---- | --------------- | ---------------- | -------------- | --------- |
| 1    | Kimi Räikkönen  | Ferrari          | 1 min 36 s 607 |           |
| 2    | Fernando Alonso | McLaren-Mercedes | 1 min 36 s 613 | + 0 s 006 |
| 3    | Felipe Massa    | Ferrari          | 1 min 36 s 630 | + 0 s 023 |
| 4    | Lewis Hamilton  | McLaren-Mercedes | 1 min 36 s 876 | + 0 s 269 |
| 5    | Jarno Trulli    | Toyota           | 1 min 37 s 151 | + 0 s 544 |
| 6    | Mark Webber     | Red Bull-Renault | 1 min 37 s 450 | + 0 s 843 |

### Samedi matin
| Pos. | Pilote          | Voiture          | Chrono         | Écart     |
| ---- | --------------- | ---------------- | -------------- | --------- |
| 1    | Kimi Räikkönen  | Ferrari          | 1 min 36 s 100 |           |
| 2    | Fernando Alonso | McLaren-Mercedes | 1 min 36 s 126 | + 0 s 026 |
| 3    | Lewis Hamilton  | McLaren-Mercedes | 1 min 36 s 227 | + 0 s 127 |
| 4    | Felipe Massa    | Ferrari          | 1 min 36 s 405 | + 0 s 305 |
| 5    | Ralf Schumacher | Toyota           | 1 min 36 s 959 | + 0 s 859 |
| 6    | David Coulthard | Red Bull-Renault | 1 min 36 s 964 | + 0 s 864 |

## Grille de départ
| Pos. | Pilote               | Écurie             | Qualifications 1 | Qualifications 2 | Qualifications 3 |
| ---- | -------------------- | ------------------ | ---------------- | ---------------- | ---------------- |
| 1    | Lewis Hamilton       | McLaren-Mercedes   | 1 min 35 s 798   | 1 min 35 s 898   | 1 min 35 s 908   |
| 2    | Kimi Räikkönen       | Ferrari            | 1 min 35 s 692   | 1 min 35 s 381   | 1 min 36 s 044   |
| 3    | Felipe Massa         | Ferrari            | 1 min 35 s 792   | 1 min 35 s 796   | 1 min 36 s 221   |
| 4    | Fernando Alonso      | McLaren-Mercedes   | 1 min 35 s 809   | 1 min 35 s 845   | 1 min 36 s 576   |
| 5    | David Coulthard      | Red Bull-Renault   | 1 min 36 s 930   | 1 min 36 s 252   | 1 min 37 s 619   |
| 6    | Ralf Schumacher      | Toyota             | 1 min 37 s 135   | 1 min 36 s 709   | 1 min 38 s 013   |
| 7    | Mark Webber          | Red Bull-Renault   | 1 min 37 s 199   | 1 min 36 s 602   | 1 min 38 s 153   |
| 8    | Nick Heidfeld        | BMW Sauber         | 1 min 36 s 737   | 1 min 36 s 217   | 1 min 38 s 455   |
| 9    | Robert Kubica        | BMW Sauber         | 1 min 36 s 309   | 1 min 36 s 116   | 1 min 38 s 472   |
| 10   | Jenson Button        | Honda              | 1 min 37 s 092   | 1 min 36 s 771   | 1 min 39 s 285   |
| 11   | Vitantonio Liuzzi    | Toro Rosso-Ferrari | 1 min 37 s 047   | 1 min 36 s 862   |                  |
| 12   | Sebastian Vettel     | Toro Rosso-Ferrari | 1 min 37 s 006   | 1 min 36 s 891   |                  |
| 13   | Jarno Trulli         | Toyota             | 1 min 36 s 209   | 1 min 37 s 959   |                  |
| 14   | Heikki Kovalainen    | Renault            | 1 min 37 s 225   | 1 min 36 s 991   |                  |
| 15   | Anthony Davidson     | Super Aguri-Honda  | 1 min 37 s 203   | 1 min 37 s 247   |                  |
| 16   | Nico Rosberg         | Williams-Toyota    | 1 min 37 s 144   | 1 min 37 s 483   |                  |
| 17   | Rubens Barrichello   | Honda              | 1 min 37 s 251   |                  |                  |
| 18   | Giancarlo Fisichella | Renault            | 1 min 37 s 290   |                  |                  |
| 19   | Alexander Wurz       | Williams-Toyota    | 1 min 37 s 456   |                  |                  |
| 20   | Takuma Satō          | Super Aguri-Honda  | 1 min 38 s 218   |                  |                  |
| 21   | Adrian Sutil         | Spyker-Ferrari     | 1 min 38 s 668   |                  |                  |
| 22   | Sakon Yamamoto       | Spyker-Ferrari     | 1 min 39 s 336   |                  |                  |

Note:
- Sebastian Vettel est pénalisé de 5 places pour avoir gêné un autre pilote pendant son tour lancé et s'élancera de la 17e place (il avait déjà été pénalisé de dix places sur la grille à la suite de son accrochage avec Mark Webber au Grand Prix du Japon mais la FIA avait retiré cette sanction).

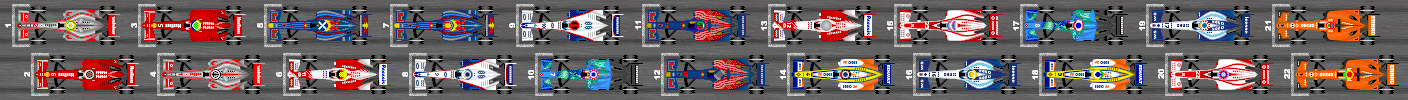
La grille de départ du Grand Prix

## Course

### Classement de la course

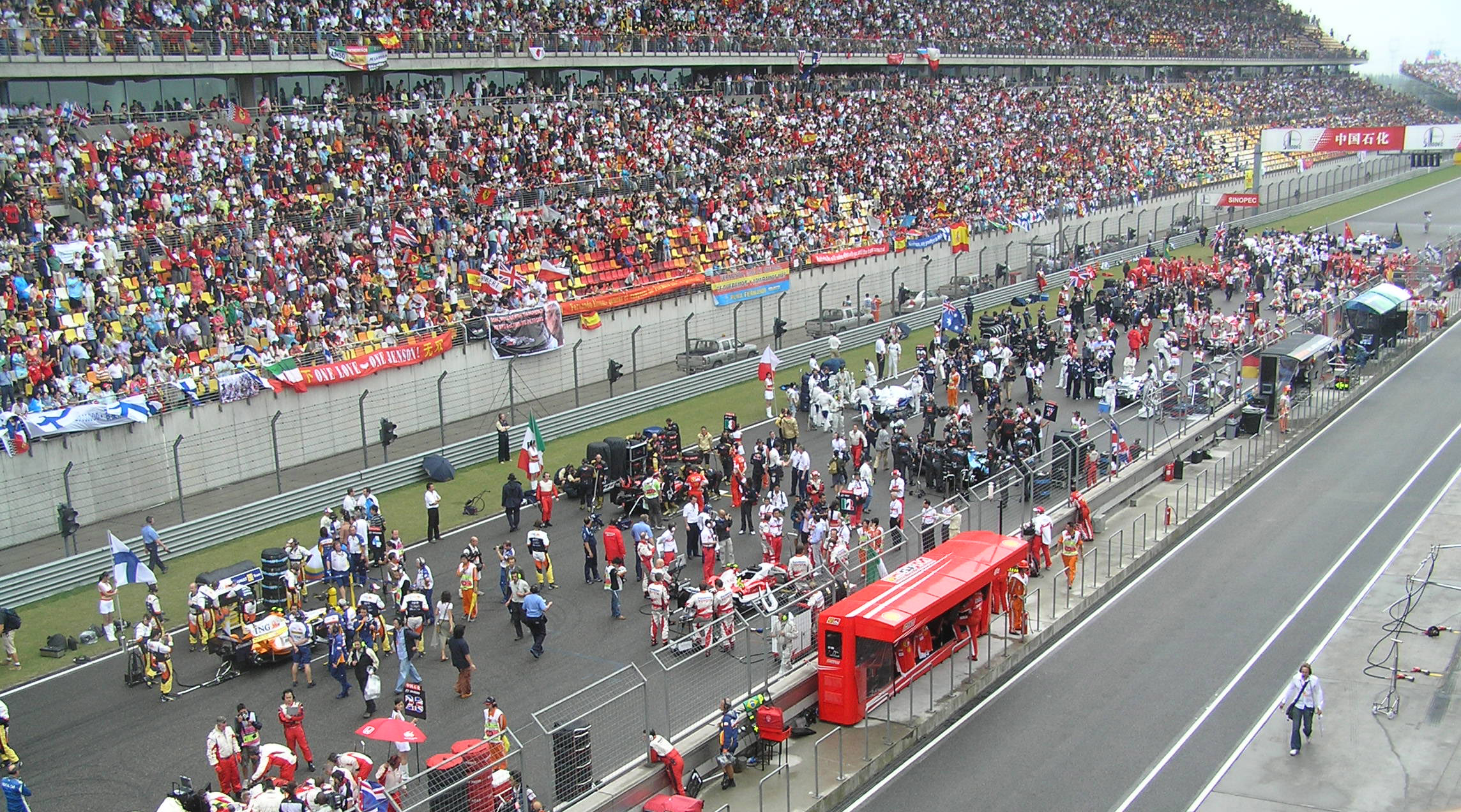
La pré-grille du Grand Prix de Chine 2007

| Pos. | no | Pilote               | Écurie             | Tours | Temps/Abandon                      | Grille | Points |
| ---- | -- | -------------------- | ------------------ | ----- | ---------------------------------- | ------ | ------ |
| 1    | 6  | Kimi Räikkönen       | Ferrari            | 56    | 1 h 37 min 58 s 395 (186,826 km/h) | 2      | 10     |
| 2    | 1  | Fernando Alonso      | McLaren-Mercedes   | 56    | + 9 s 806                          | 4      | 8      |
| 3    | 5  | Felipe Massa         | Ferrari            | 56    | + 12 s 891                         | 3      | 6      |
| 4    | 19 | Sebastian Vettel     | Toro Rosso-Ferrari | 56    | + 53 s 509                         | 17     | 5      |
| 5    | 7  | Jenson Button        | Honda              | 56    | + 1 min 08 s 666                   | 10     | 4      |
| 6    | 18 | Vitantonio Liuzzi    | Toro Rosso-Ferrari | 56    | + 1 min 13 s 673                   | 11     | 3      |
| 7    | 9  | Nick Heidfeld        | BMW Sauber         | 56    | + 1 min 14 s 224                   | 8      | 2      |
| 8    | 14 | David Coulthard      | Red Bull-Renault   | 56    | + 1 min 20 s 750                   | 5      | 1      |
| 9    | 4  | Heikki Kovalainen    | Renault            | 56    | + 1 min 21 s 186                   | 13     |        |
| 10   | 15 | Mark Webber          | Red Bull-Renault   | 56    | + 1 min 24 s 685                   | 7      |        |
| 11   | 3  | Giancarlo Fisichella | Renault            | 56    | + 1 min 26 s 683                   | 18     |        |
| 12   | 17 | Alexander Wurz       | Williams-Toyota    | 55    | + 1 tour                           | 19     |        |
| 13   | 12 | Jarno Trulli         | Toyota             | 55    | + 1 tour                           | 12     |        |
| 14   | 22 | Takuma Satō          | Super Aguri-Honda  | 55    | + 1 tour                           | 20     |        |
| 15   | 8  | Rubens Barrichello   | Honda              | 55    | + 1 tour                           | 16     |        |
| 16   | 16 | Nico Rosberg         | Williams-Toyota    | 54    | + 2 tours                          | 15     |        |
| 17   | 21 | Sakon Yamamoto       | Spyker-Ferrari     | 53    | + 3 tours                          | 22     |        |
| Abd. | 10 | Robert Kubica        | BMW Sauber         | 33    | Hydraulique                        | 9      |        |
| Abd. | 2  | Lewis Hamilton       | McLaren-Mercedes   | 30    | Sortie de piste dans la pitlane    | 1      |        |
| Abd. | 11 | Ralf Schumacher      | Toyota             | 25    | Sortie de piste                    | 6      |        |
| Abd. | 20 | Adrian Sutil         | Spyker-Ferrari     | 24    | Accident                           | 21     |        |
| Abd. | 23 | Anthony Davidson     | Super Aguri-Honda  | 11    | Freins                             | 14     |        |

### Pole position et record du tour
- Pole position :  Lewis Hamilton (McLaren-Mercedes) en 1 min 35 s 908 (vitesse moyenne : 204,609 km/h). Le meilleur temps des qualifications a été établi par Kimi Räikkönen lors de la Q2 en 1 min 35 s 381[6].
- Meilleur tour en course :  Felipe Massa (Ferrari) en 1 min 37 s 454 (vitesse moyenne : 201,363 km/h) au 56e tour[7].

### Tours en tête
- Kimi Räikkönen (Ferrari) : 31 tours (16-19 / 29-32 / 34-56)
- Lewis Hamilton (McLaren-Mercedes) : 24 tours (1-15 / 20-28).
- Robert Kubica (BMW Sauber) : 1 tour (33)[8].

## Classements généraux à l'issue de la course
| Pos. | Pilote               | Écurie                        | Points |
| ---- | -------------------- | ----------------------------- | ------ |
| 1    | Lewis Hamilton       | McLaren-Mercedes              | 107    |
| 2    | Fernando Alonso      | McLaren-Mercedes              | 103    |
| 3    | Kimi Räikkönen       | Ferrari                       | 100    |
| 4    | Felipe Massa         | Ferrari                       | 86     |
| 5    | Nick Heidfeld        | BMW Sauber                    | 58     |
| 6    | Robert Kubica        | BMW Sauber                    | 35     |
| 7    | Heikki Kovalainen    | Renault                       | 30     |
| 8    | Giancarlo Fisichella | Renault                       | 21     |
| 9    | Nico Rosberg         | Williams-Toyota               | 15     |
| 10   | David Coulthard      | Red Bull-Renault              | 14     |
| 11   | Alexander Wurz       | Williams-Toyota               | 13     |
| 12   | Mark Webber          | Red Bull-Renault              | 10     |
| 13   | Jarno Trulli         | Toyota                        | 7      |
| 14   | Jenson Button        | Honda                         | 6      |
| 15   | Sebastian Vettel     | BMW Sauber Toro Rosso-Ferrari | 6      |
| 16   | Ralf Schumacher      | Toyota                        | 5      |
| 17   | Takuma Satō          | Super Aguri-Honda             | 4      |
| 18   | Vitantonio Liuzzi    | Toro Rosso-Ferrari            | 3      |
| 19   | Adrian Sutil         | Spyker-Ferrari                | 1      |

| Pos. | Écurie             | Points |
| ---- | ------------------ | ------ |
| 1    | Ferrari            | 186    |
| 2    | BMW Sauber         | 94     |
| 3    | Renault            | 51     |
| 4    | Williams-Toyota    | 28     |
| 5    | Red Bull-Renault   | 24     |
| 6    | Toyota             | 12     |
| 7    | Toro Rosso-Ferrari | 8      |
| 8    | Honda              | 6      |
| 9    | Super Aguri-Honda  | 4      |
| 10   | Spyker-Ferrari     | 1      |

Le 13 septembre 2007, dans le cadre de l'affaire d'espionnage, le Conseil Mondial de la FIA a privé McLaren de tous ses points acquis depuis le début de la saison.

## Statistiques
Le Grand Prix de Chine 2007 :
- la 14e victoire de sa carrière pour Kimi Räikkönen[10] ;
- la 6e pole position de sa carrière pour Lewis Hamilton[11] ;
- la 200e victoire pour Ferrari en tant que constructeur et motoriste[12],[13] ;
- le 600e podium pour Ferrari en tant que constructeur et motoriste ;
- le 1er abandon de sa carrière pour Lewis Hamilton ;
- le 69e et dernier Grand Prix de sa carrière pour Alexander Wurz.

Au cours de ce Grand Prix :
- En menant le Grand Prix pendant 31 tours, Kimi Räikkönen passe la barre des 4000 km en tête d'une course de Formule 1 (4104 km).
- Kimi Räikkönen et Fernando Alonso reviennent respectivement à 7 et 4 points de Lewis Hamilton au championnat alors qu'il ne reste qu'un seul GP à disputer. C'est la première fois depuis 1986 que trois pilotes sont encore en lice pour le titre de champion du monde à l'abord de l'ultime manche du championnat.
- La Scuderia Toro Rosso inscrit ses premiers points de la saison.